# Gare de Hyvinkää
La gare de Hyvinkää (en finnois : Hyvinkään rautatieasema, en suédois : Hyvinge järnvägsstation) est une gare ferroviaire située à Hyvinkää en Finlande.

## Histoire
Lorsque la construction du chemin de fer Helsinki-Hämeenlinna a commencé dans la future région de Hyvinkää en 1857, le chemin de fer se trouvait dans l'arrière-pays inhabité du village de Hyvinkää, qui appartenait à la paroisse de Nurmijärvi. Les seules routes de la région étaient la route reliant Helsinki à Hämeenlinna en passant par Hausjärvi et la route du village de Vaivero qui en découlait. Les premières habitations des constructeurs du chemin de fer et de l'hôpital se trouvaient dans les maisons du village de Vaivero, à quelques kilomètres au nord-ouest de la gare actuelle. Au fur et à mesure de l'avancement des travaux, des habitations de constructeurs et une colonie de prisonniers ont été construites à proximité de la gare actuelle, car les prisonniers participaient également aux travaux. La colonie de prisonniers, qui a fonctionné jusqu'en 1861, était située au nord du parking actuel de la gare.
Lorsque le chemin de fer a été planifié dans les années 1850, les premières gares étaient espacées de 20 km en raison de la nécessité de se réapprovisionner en eau et en carburant. Après Tikkurila et Järvenpää, la troisième gare intermédiaire était initialement prévue à Palojoki, mais en 1859, l'emplacement de la gare a été décidé à la jonction de la voie ferrée et de la route à Hyvinkäänkylä. Le site abritait une colonie de constructeurs ferroviaires, et d'importants travaux de terrassement y ont été effectués pour percer la voie ferrée à travers le Salpausselkä. L'emplacement de la gare a probablement été en partie influencé par Johan Reinhold Munck, le propriétaire du manoir d'Erkylä, qui cherchait à étendre la commercialisation de ses produits forestiers. La frontière entre Nurmijärvi et Hausjärvi et les provinces d'Uusimaa et de Häme se situait alors juste au nord-est de la gare de Hyvinkää.
Le silence n'a cependant pas duré longtemps, car en 1871, les constructeurs du chemin de fer de Hanko sont arrivés. Les constructeurs de chemins de fer privés formaient un groupe beaucoup plus international que les constructeurs de chemins de fer d'État. La ligne de Hango étant privée, elle disposait de sa propre gare avec ses hangars à moteur de six places. Cela créa deux gares distinctes à Hyvinkää, chacune avec son propre chef de gare et son propre personnel. En 1874, une pépinière des chemins de fer de l'État a été créée près de la gare principale, car les gares construites dans des zones boisées étaient entourées de parcs. L'emplacement de l'usine sur la plage sablonneuse de Salpausselkä a été attribué aux vues de Georg Strömberg, le directeur des chemins de fer, qui avait déménagé à Hyvinkää, mais la ligne de Hango a été transférée à l'État en 1875.
Au tournant des années 1800 et 1900, la vie dans le village de la gare de Hyvinkää devient plus animée grâce à l'industrialisation d'une part et à l'immigration d'autre part. Les immigrants voyageant de la Finlande vers l'Amérique prenaient le train jusqu'à Hanko, d'où partait un service de ferry pour la Grande-Bretagne fonctionnant toute l'année. Les voyageurs d'Ostrobothnie passaient la nuit à Seinäjoki et Hyvinkää, où des pensions spéciales pour les immigrants avaient été construites. Certains immigrants devaient attendre à Hyvinkää, car les logements à Hanko étaient tellement pleins pendant les années de pointe de l'immigration qu'il n'y avait pas toujours de place pour les nouveaux arrivants. À Hyvinkää, des agents de la compagnie maritime vendaient des billets de bateau aux voyageurs.
La première usine industrielle dans la région de la gare de Hyvinkää a été créée en 1895, lorsqu'une usine de laine a été installée dans la région de Hausjärvi, au sud-est de la gare. Avec elle, le village de la gare a également commencé à s'étendre vers l'est, de part et d'autre de la frontière provinciale. En 1918, la nouvelle municipalité de Hyvinkää a été créée à partir de la partie nord-est de la municipalité de Nurmijärvi et de la partie sud-ouest de la municipalité de Hausjärvi, déplaçant ainsi la frontière provinciale plus au nord. Dans le même temps, le village de la gare est devenu une agglomération urbaine. Cependant, Asemakylä était devenue une agglomération et un centre industriel si importants qu'elle a été séparée de la municipalité rurale en tant que ville distincte en 1926. Hyvinkää est devenue une ville au début de 1960, l'une des premières villes dites nouvelles, et la municipalité rurale de Hyvinkää a été incorporée à la ville au début de 1969.
L'importance de Hyvinkää en tant que station de jonction s'est encore accrue au début des années 1900. En 1905, une ligne industrielle à voie étroite a été achevée entre la gare de triage de Hango et les carrières de Hyyppärä. Cette ligne a été utilisée jusque dans les années 1950. En 1908, un chemin de fer à voie étroite a été achevé jusqu'à Kytäjoki, desservant à la fois le trafic de passagers et de marchandises ; cette ligne a été prolongée jusqu'à Karkkila en 1911. Le bâtiment de la gare de la ligne de Karkkila a été construit sur le côté nord de la ligne de Hango, entre l'actuelle Siltakatu et la ligne principale. Les premières propositions visant à déplacer les installations techniques des chemins de fer nationaux d'Helsinki à Hyvinkää ont été faites en 1919, mais le projet a été retardé en raison de différends concernant l'emplacement des installations et de la récession des années 1930. La construction du dépôt de Hyvinkää a commencé pendant la guerre en 1941, la ligne aérienne reliant l'extrémité nord de la gare de triage à la zone a été achevée en 1943 et le dépôt de locomotives a commencé à fonctionner en 1949. Le bureau central de VR a été déplacé de Hyvinkää à Nuppulinna à Tuusula en 1962, et plus tard la bibliothèque municipale de Hyvinkää, le bâtiment des bureaux de la ville et la place du marché ont été construits sur le site.
Avec l'amélioration des liaisons routières, le rôle de Hyvinkää en tant que nœud ferroviaire a commencé à décliner après les guerres. Le trafic de passagers sur la ligne de Karkkila a été interrompu en 1961 et l'ensemble de la ligne a été mis hors service et démantelé après l'arrêt du trafic de marchandises en 1967. Le bâtiment de la gare de Karkkila a également été démoli. Le trafic de passagers sur la ligne Hanko entre Hyvinkää et Karjaa a été interrompu en 1983, et depuis lors, seuls des trains de marchandises circulent sur ce tronçon. En 1974, le musée ferroviaire a quitté les locaux exigus de la gare d'Helsinki pour s'installer dans l'ancien bâtiment de la gare et de la salle des machines de la ligne Hango. La gare de Hyvinkää est passée à la télécommande en 1993 et le passage souterrain entre le bâtiment de la gare et le quai intermédiaire a été achevé en 1995. Le bâtiment de la gare de Hyvinkää a été transféré au groupe VR en 1995 et d'autres bâtiments du quartier de la gare du Centre administratif des chemins de fer finlandais à Senate Properties en 2007.
En 1957, à l'occasion du 100e anniversaire de la fondation du chantier ferroviaire de Hyvinkää, un monument à la mémoire des constructeurs du chemin de fer, sculpté par Wäinö Aaltonen, a été inauguré dans le parc situé au nord de la gare.
Le 28 janvier 1981, à quelques kilomètres au nord de la gare de Hyvinkää, dans le district de Paavola, un accident ferroviaire s'est produit lorsqu'un train express en direction de Pori est entré en collision avec un camion transportant un lourd chargement de gravier sur un passage à niveau temporaire. L'accident a fait cinq morts et 15 blessés.

## Service des voyageurs

### Desserte

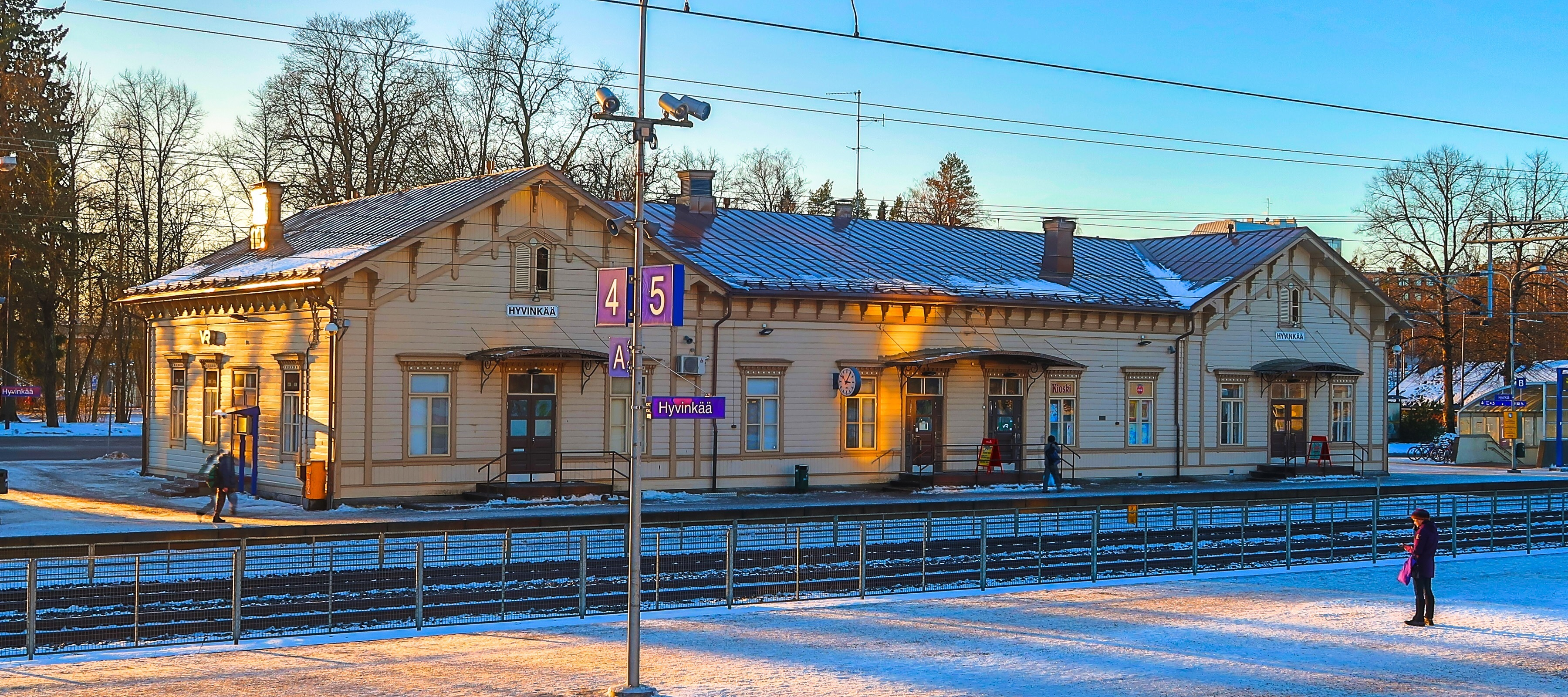
Vue sur la gare et les voies.
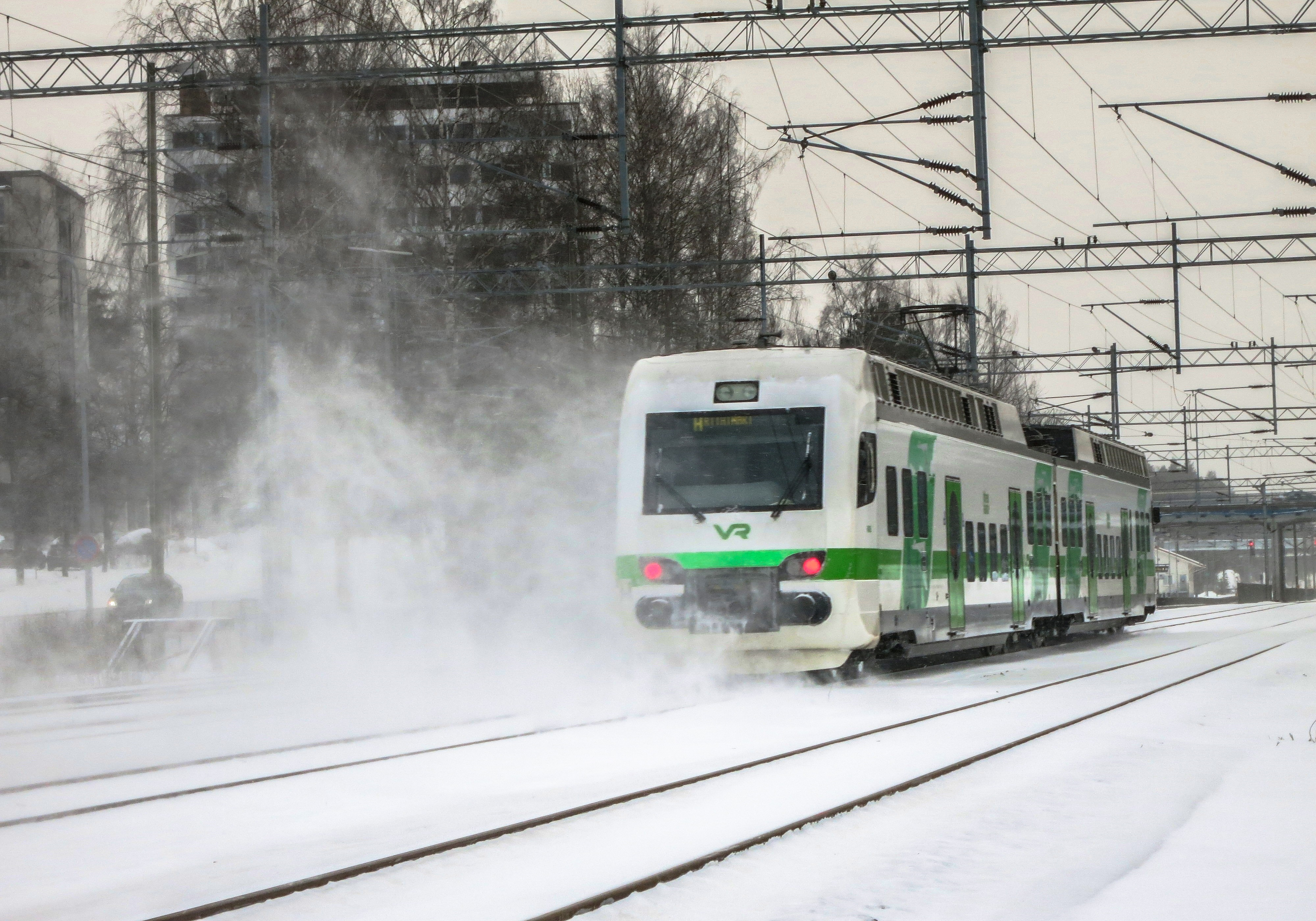
Entrée d’un train en gare.